# Władysław Jaskólski

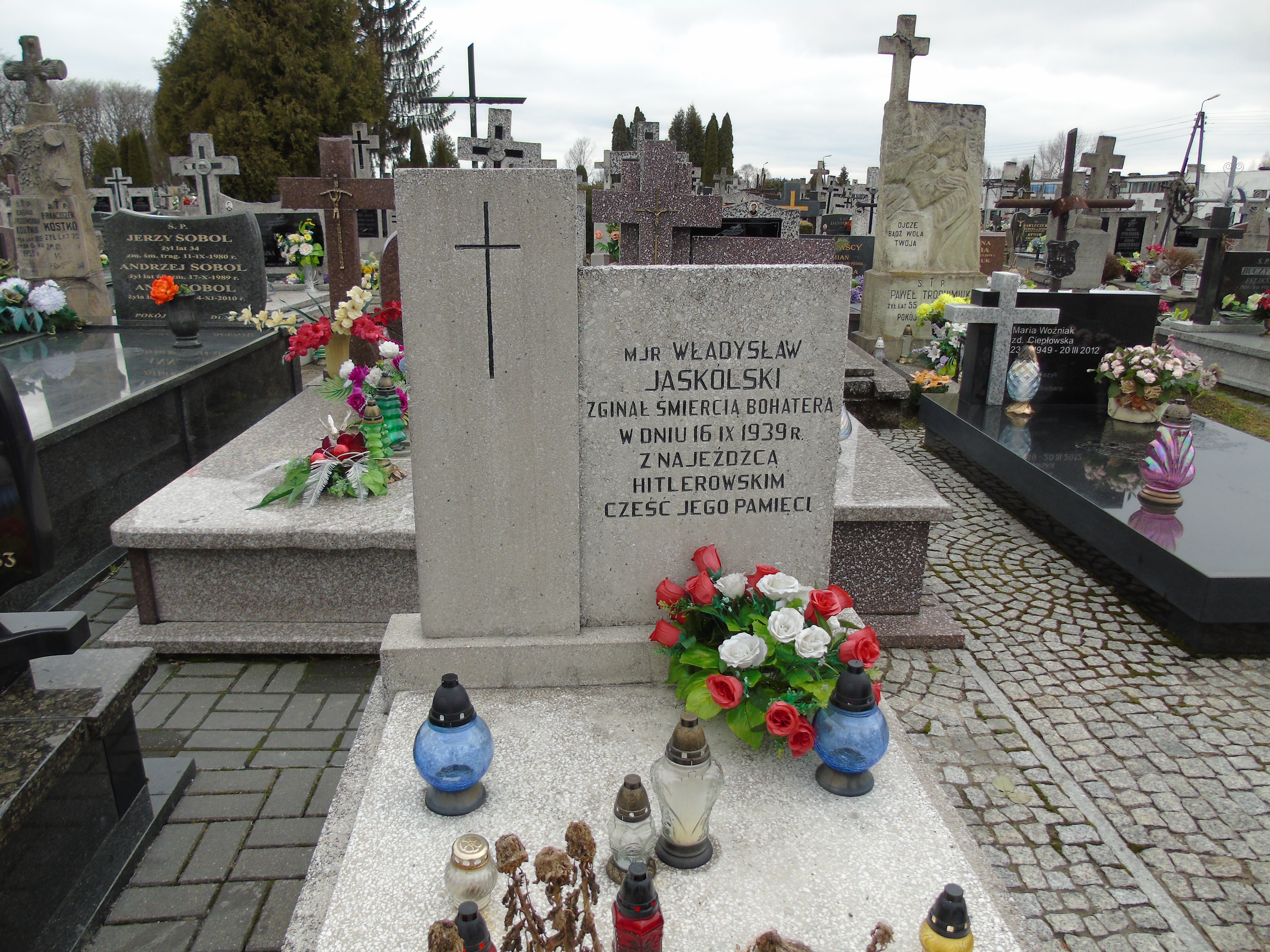
Grób mjr. Władysława Jaskólskiego w Terespolu

Władysław Jaskólski (ur. 15 czerwca?/27 czerwca 1886 w Brześciu, zm. 16 września 1939 w Terespolu) – major piechoty Wojska Polskiego, kawaler Orderu Virtuti Militari.

## Życiorys
Urodził się w rodzinie Maksymiliana i Władysławy z Pogonowskich. Naukę rozpoczął w Brześciu, przez dwa lata uczęszczał do szkoły realnej w Warszawie, a od 1898 roku dalszą naukę kontynuował w Korpusie Kadetów w Pskowie. Szkołę tę ukończył w roku 1902, uzyskując wykształcenie średnie i następnie odbył jednoroczną służbę wojskową w armii rosyjskiej. Przez kilka lat pracował na stanowisku urzędnika państwowego w zaborze rosyjskim.
Z chwilą wybuchu I wojny światowej został powołany do wojska i od sierpnia 1914 r. do listopada 1917 r. służył w armii rosyjskiej. W 1915 r. ukończył oficerską szkołę wojskową w Kazaniu i jako oficer wyjechał na front, gdzie służył w V Czarnomorskim pułku piechoty. W grudniu 1915 r. otrzymał awans do stopnia chorążego, rok później do stopnia podporucznika, a w dwa lata później (1917) – porucznika.
Od stycznia 1918 roku rozpoczął służbę w jednostkach polskich działających na terenie Rosji. Wstąpił ochotniczo do 1 pułku strzelców, wchodzącego w skład I Korpusu Polskiego i służył tam do czasu rozbrojenia tego korpusu, następnie w sierpniu tegoż roku wstąpił do oddziału polskiego na Kubaniu i brał udział we wszystkich walkach tego oddziału z bolszewikami. Został ranny w bitwie pod Ternówką w październiku 1918 roku oraz w dniu 7 lutego 1919 w bitwie pod Tyraspolem. Pod koniec I wojny światowej zaciągnął się do Wojska Polskiego i od września 1918 roku służył jako porucznik w 4 Dywizji Strzelców Polskich gen. Lucjana Żeligowskiego, biorąc udział we wszystkich walkach tej dywizji toczonych na terenie Rosji z bolszewikami, aż do jej powrotu do kraju we wrześniu 1919 roku.
Po powrocie do Polski we wrześniu 1919 roku pełnił szereg funkcji w Dowództwie Okręgu Generalnego „Lublin”. 1 kwietnia 1920 roku awansował do stopnia kapitana piechoty. Następnie pełnił służbę w 28 pułku Strzelców Kaniowskich w Łodzi. Z dniem 15 października 1924 roku został przeniesiony do Korpusu Ochrony Pogranicza. 12 kwietnia 1927 roku został awansowany do stopnia majora ze starszeństwem z dniem 1 stycznia 1927 roku i 41. lokatą w korpusie oficerów piechoty. W tym samym roku został przeniesiony z 8 batalionu granicznego w Stołpcach do 9 baonu granicznego w Klecku. W 1928 roku został przeniesiony z KOP do 2 pułku Strzelców Podhalańskich w Sanoku na stanowisko oficera sztabowego. 12 marca 1929 roku został przeniesiony macierzyście do kadry oficerów piechoty z równoczesnym przeniesieniem służbowym do Powiatowej Komendy Uzupełnień Wołkowysk na stanowisko pełniącego obowiązki kierownika referatu I. 28 stycznia 1931 roku został przesunięty na stanowisko komendanta Powiatowej Komendy Uzupełnień Wołkowysk. Z dniem 30 czerwca 1932 roku został przeniesiony w stan spoczynku. Mjr Władysław Jaskólski cieszył się bardzo dobrą opinią w kręgach wojskowych. Uzyskał również bardzo dobrą ocenę jako oficer i dowódca kadry. Po przejściu w stan spoczynku zamieszkał w Warszawie przy ulicy Żurawiej. W 1934 roku pozostawał w ewidencji Powiatowej Komendy Uzupełnień Warszawa Miasto III. Posiadał przydział do Oficerskiej Kadry Okręgowej Nr I. Był wówczas „przewidziany do użycia w czasie wojny”.
W przededniu wybuchu II wojny światowej, w ramach mobilizacji powszechnej major Jaskólski stawił się w Twierdzy Brzeskiej. Objął tam dowództwo 9 dywizjonu samochodowego, który w czasie ewakuacji twierdzy wieczorem 16 września 1939 r. wiózł w kierunku Terespola rannych żołnierzy. Samochody te, praktycznie bezbronne, zostały ostrzelane przez wojska niemieckie, w wyniku czego wielu żołnierzy doznało dodatkowych ran, a kilkudziesięciu poległo. Zostali oni pochowani przez mieszkańców Terespola na leżącym obok szosy cmentarzu prawosławnym.
Major Władysław Jaskólski, który wymknął się z zasadzki niemieckiej w okolicach cmentarza prawosławnego, zginął kilometr dalej na szosie kodeńskiej i jako jedyny z poległych został pochowany na cmentarzu katolickim w Terespolu.

## Ordery i odznaczenia
- Krzyż Srebrny Orderu Wojskowego Virtuti Militari nr 6907 – 10 maja 1922[9][10]
- Krzyż Niepodległości (9 października 1933)[11]
- Krzyż Walecznych (dwukrotnie)[10]
- Medal Pamiątkowy za Wojnę 1918–1921
- Medal Dziesięciolecia Odzyskanej Niepodległości
- Odznaka za Rany i Kontuzje
- Odznaka pamiątkowa Korpusu Ochrony Pogranicza
- Krzyż Wojenny (Francja)[10]
- Medal Zwycięstwa („Médaille Interalliée”) (1925)[10]